# Jack Stephens (calciatore)
Jack Stephens (Torpoint, 27 gennaio 1994) è un calciatore inglese, difensore del Southampton.

## Statistiche

### Presenze e reti nei club
Statistiche aggiornate al 4 novembre 2020.
| Stagione            | Squadra             | Campionato          | Campionato | Campionato | Coppe nazionali | Coppe nazionali | Coppe nazionali | Coppe continentali | Coppe continentali | Coppe continentali | Altre coppe | Altre coppe | Altre coppe | Totale | Totale | Totale |
| Stagione            | Squadra             | Comp                | Pres       | Reti       | Comp            | Pres            | Reti            | Comp               | Pres               | Reti               | Comp        | Pres        | Reti        | Pres   | Reti   |        |
| ------------------- | ------------------- | ------------------- | ---------- | ---------- | --------------- | --------------- | --------------- | ------------------ | ------------------ | ------------------ | ----------- | ----------- | ----------- | ------ | ------ | ------ |
| 2010-2011           | Plymouth            | FL1                 | 5          | 0          | FACup+CdL       | 0+0             | 0               | -                  | -                  | -                  | FLT         | 1           | 0           | 6      | 0      |        |
| 2011-2012           | Southampton         | FLC                 | 0          | 0          | FACup+CdL       | 1+0             | 0               | -                  | -                  | -                  | -           | -           | -           | 1      | 0      |        |
| 2012-2013           | Southampton         | PL                  | 0          | 0          | FACup+CdL       | 0+0             | 0               | -                  | -                  | -                  | -           | -           | -           | 0      | 0      |        |
| 2013-2014           | Swindon Town        | FL1                 | 10         | 0          | FACup+CdL       | -               | -               | -                  | -                  | -                  | FLT         | -           | -           | 10     | 0      |        |
| 2014-2015           | Swindon Town        | FL1                 | 37+3       | 1          | FACup+CdL       | 1+0             | 0               | -                  | -                  | -                  | FLT         | 1           | 0           | 42     | 1      |        |
| Totale Swindon Town | Totale Swindon Town | Totale Swindon Town | 47+3       | 1          |                 | 1               | 0               |                    | -                  | -                  |             | 1           | 0           | 52     | 1      |        |
| 2015-gen. 2016      | Middlesbrough       | FLC                 | 2          | 0          | FACup+CdL       | 0+4             | 0               | -                  | -                  | -                  | -           | -           | -           | 6      | 0      |        |
| gen.-giu. 2016      | Coventry City       | FL1                 | 16         | 0          | FACup+CdL       | -               | -               | -                  | -                  | -                  | FLT         | -           | -           | 16     | 0      |        |
| 2016-2017           | Southampton         | PL                  | 17         | 0          | FACup+CdL       | 3+3             | 0               | UEL                | 0                  | 0                  | -           | -           | -           | 23     | 0      |        |
| 2017-2018           | Southampton         | PL                  | 22         | 2          | FACup+CdL       | 4+1             | 1+0             | -                  | -                  | -                  | -           | -           | -           | 27     | 3      |        |
| 2018-2019           | Southampton         | PL                  | 24         | 1          | FACup+CdL       | 2+3             | 0               | -                  | -                  | -                  | -           | -           | -           | 29     | 1      |        |
| 2019-2020           | Southampton         | PL                  | 28         | 1          | FACup+CdL       | 2+1             | 0+1             | -                  | -                  | -                  | -           | -           | -           | 31     | 2      |        |
| 2020-2021           | Southampton         | PL                  | 18         | 0          | FACup+CdL       | 3+1             | 0               | -                  | -                  | -                  | -           | -           | -           | 22     | 0      |        |
| 2021-2022           | Southampton         | PL                  | 9          | 0          | FACup+CdL       | 4+1             | 0+0             | -                  | -                  | -                  | -           | -           | -           | 14     | 0      |        |
| ago. 2022           | Southampton         | PL                  | 2          | 0          | FACup+CdL       | 0               | 0               | -                  | -                  | -                  | -           | -           | -           | 2      | 0      |        |
| Totale Southampton  | Totale Southampton  | Totale Southampton  | 120        | 4          |                 | 29              | 2               |                    | 0                  | 0                  |             | -           | -           | 149    | 6      |        |
| set. 2023-2024      | Bournemouth         | PL                  | 15         | 0          | FACup+CdL       | 1+1             | 0               | -                  | -                  | -                  | -           | -           | -           | 17     | 0      |        |
| Totale carriera     | Totale carriera     | Totale carriera     | 207        | 5          |                 | 36              | 2               |                    | 0                  | 0                  |             | 2           | 0           | 245    | 7      |        |